# Prochiloneurus testaceus
Prochiloneurus testaceus är en stekelart som först beskrevs av Agarwal 1965.  Prochiloneurus testaceus ingår i släktet Prochiloneurus och familjen sköldlussteklar. Inga underarter finns listade i Catalogue of Life.